# Westermannia argentea
Westermannia argentea är en fjärilsart som beskrevs av George Francis Hampson 1891. Westermannia argentea ingår i släktet Westermannia och familjen trågspinnare. Inga underarter finns listade i Catalogue of Life.